# 运输解谜
运输解谜是逻辑智力游戏，反应实际运输问题。

## 定义
运送一些物体穿越一定地域。
比如仓库番

## 文字定义
英国著名的解谜游戏专家亨利·杜德耐使用此归类法